# Xenomela
Xenomela es un género de escarabajos de la familia Chrysomelidae. El género fue descrito científicamente primero por Julius Weise en 1884. Esta es una lista de especies perteneciente a este género:
- Xenomela ballioni Lopatin, 1989
- Xenomela belousovi Lopatin, 1989
- Xenomela karatavica Lopatin, 1989
- Xenomela konstantinovi Lopatin, 1995
- Xenomela laevigata Lopatin, 1989
- Xenomela ovczinnikovi Lopatin, 1995